# Domènec Romera i Alcázar
Domènec Romera i Alcázar   (Barcelona, 26 de maig de 1936 - Sant Cugat del Vallès, 6 d'abril de 2022) va ser un empresari i polític català.

## Biografia
Graduat a l'Institut d'Estudis Superiors d'Empresa, va ser autor del llibre Una Cataluña para todos. Va ser capità de marina mercant i li va ser atorgada la Cruz del Mérito Naval de primera classe, la Creu d'or del Mèrit a la Fira i la Clau de la Ciutat de Barcelona.
Va ser Director General de la Fira de Mostres de Barcelona, conseller de Banco Peninsular, Banco Condal, Castellblanch i president de Marítima del Mediterrani. Era membre del Cercle del Liceu, del Reial Club de Tennis Barcelona, del Club de Tennis Turó i del Roure Club Esportiu.
Fou diputat per Aliança Popular a les eleccions al Parlament de Catalunya de 1984, on fou, entre d'altres, membre de la Comissió de Control Parlamentari de l'Actuació de la Corporació Catalana de Ràdio i Televisió i de les Empreses Filials, i designat senador per la comunitat autònoma el 1984-1986. Fou elegit diputat del Partit Popular a les eleccions europees de 1989. També era membre del Cercle d'Economia i del consell assessor de la Cambra de Comerç de Barcelona.